# Bailey Yard

Bailey Yard ist der weltweit größte Rangierbahnhof. Er befindet sich unmittelbar westlich von North Platte, einer Kleinstadt im US-Bundesstaat Nebraska nahezu in der Mitte des Landes, an der Eisenbahnstrecke Oakland – Cheyenne – Omaha – Chicago und wird von der Union Pacific Railroad (UP) betrieben. Der durch den Bahnhof führende Abschnitt dieser Strecke weist seit 1971 keinen Personenverkehr auf, benannt wurde er nach einem früheren Präsidenten der Bahngesellschaft, Ed. H. Bailey. In North Platte hatte Union Pacific Anfang September 2020 über 1.600 Angestellte.

## Vorgängerbauten
Ein erster eigentlicher einseitiger Rangierbahnhof mit 42 Richtungsgleisen und mechanisiertem Ablaufberg Richtung Osten wurde hier 1948 als Ersatz für eine kleinere Rangieranlage mit 20 Gleisen ohne Ablaufberg in Betrieb genommen und später durch die jetzige Anlage ersetzt.

## Derzeitiger Bahnhof

### Bahnhofsanordnung

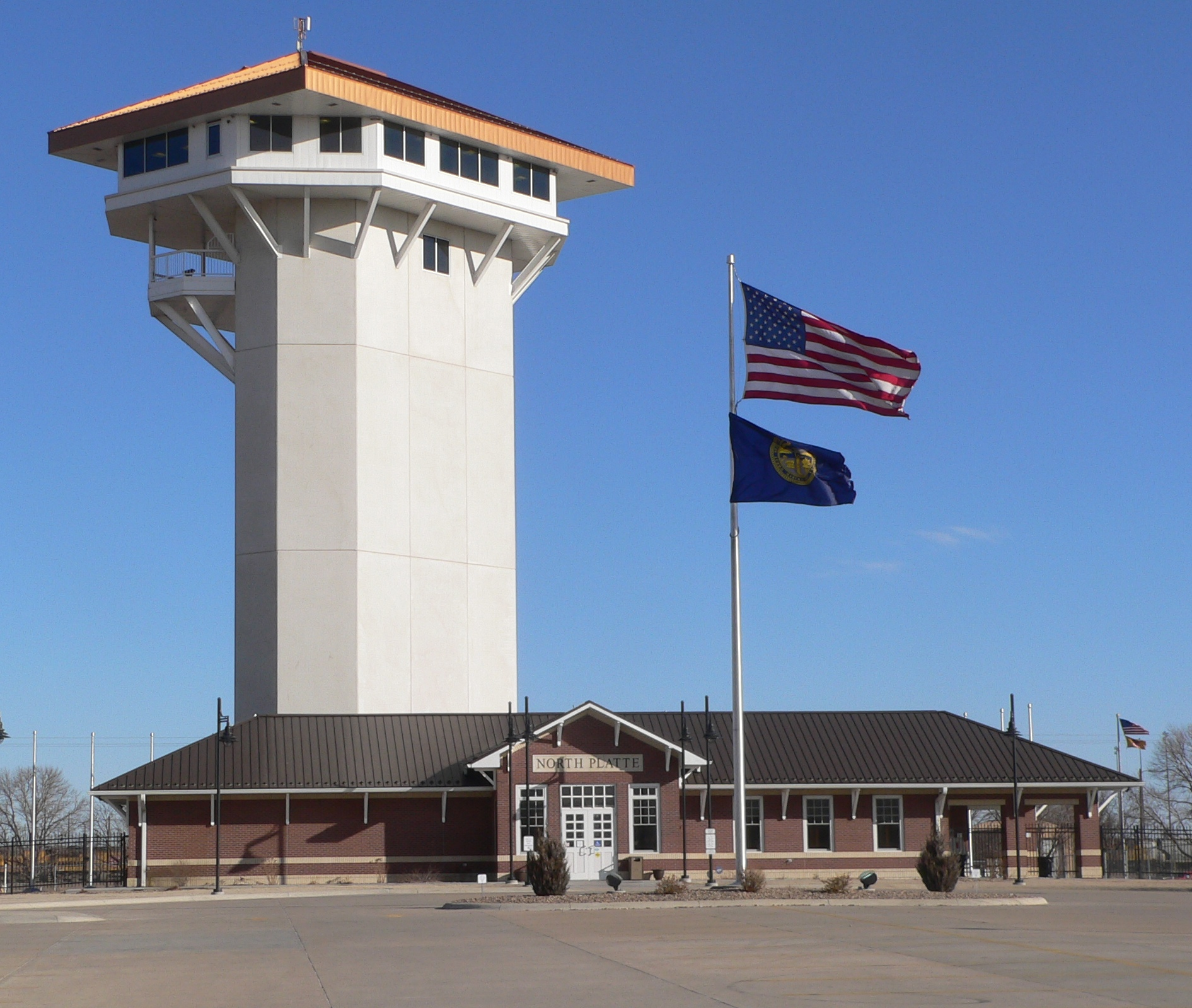
Golden Spike Tower, das Stellwerk des Rangierbahnhofs

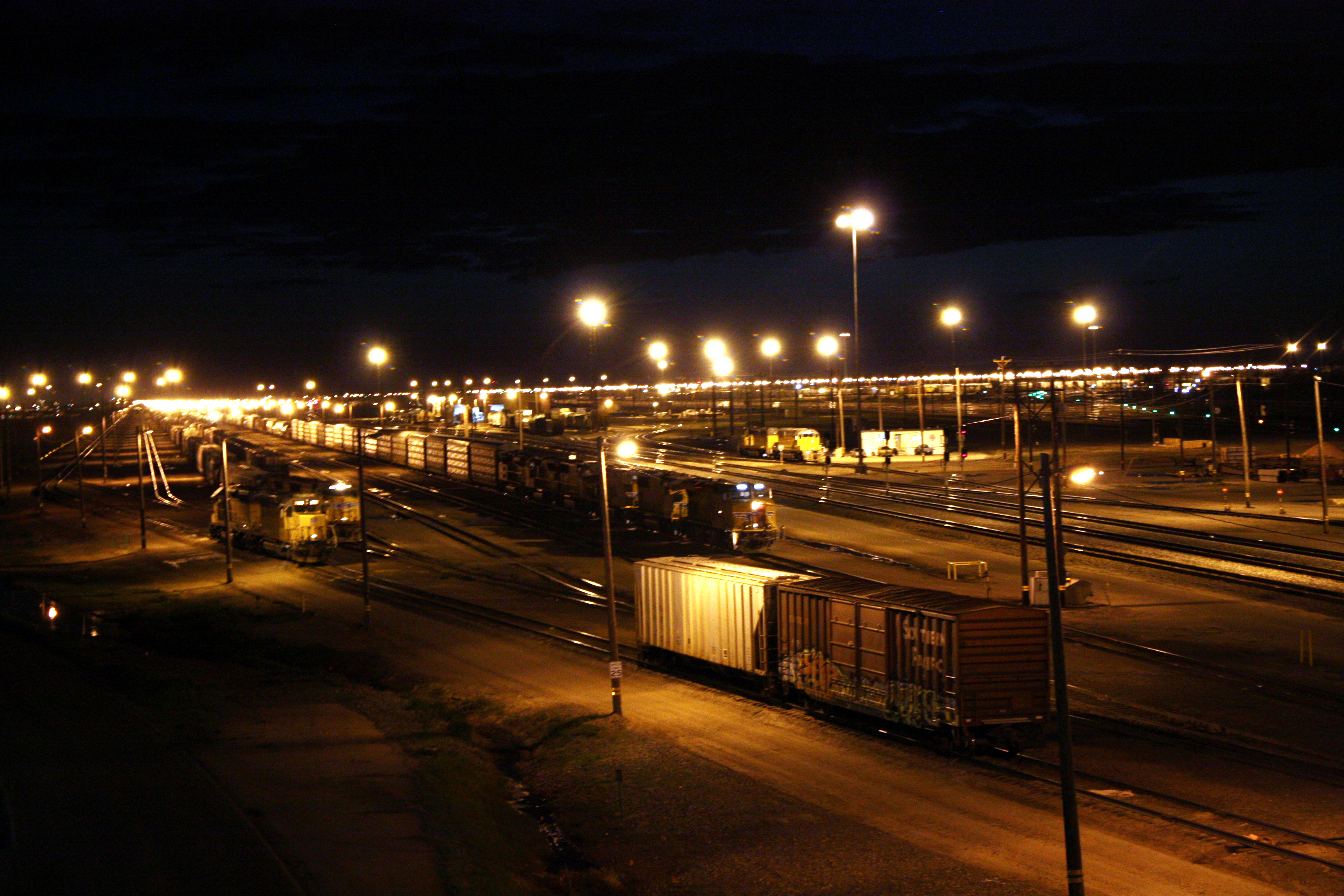
Der Rangierbahnhof bei Nacht, 2008

Der heutige zweiseitige Rangierbahnhof hat eine Ausdehnung von rund 12 km² bei einer Länge von über 13 km und 507 Gleiskilometern. Die beiden Rangiersysteme befinden sich beidseits der durchgehenden Hauptstrecke. Das Rangiersystem Richtung Osten (Bahnhofsteil Bailey East) wurde 1968 eröffnet und umfasst 8 Einfahr-, 64 Richtungs- und 7 Ausfahrgleise in hintereinander angeordneten Gleisharfen. Das andere Rangiersystem Richtung Westen (Bahnhofsteil Bailey West) wurde 1980 eröffnet und umfasst 8 Einfahr-, 50 Richtungs- und 9 Ausfahrgleise in nebeneinander angeordneten Gleisharfen mit Ablaufberg Richtung Osten wegen der dort überwiegenden Westwinde, weshalb hier zum Umsetzen der Wagen während des Rangiervorganges Sägefahrten über die Ausziehgleise erforderlich sind. Daher gehört dieser Bahnhof zu den wenigen zweiseitigen Rangierbahnhöfen mit gleicher statt entgegengesetzter Arbeitsrichtung beider Ablaufanlagen. Reserveflächen für Erweiterungen sind vorhanden. Beim Ost-West-Rangiersystem befindet sich als weiterer Bahnhofsteil ein Betriebsbahnhof mit 14 langen und 18 kurzen Gleisen vorderhand für den in dieser Gegend starken Steinkohlen-Ganzzugverkehr.
Auf den beiden mechanisierten Ablaufbergen werden täglich etwa 2.100 der täglich rund 15.000 durch den Bahnhof laufenden Güterwagen zu neuen Güterzügen zusammengestellt.
Anfang September 2020 bestätigte die Union Pacific Presseberichte, wonach der bisher auf die beiden Richtungssysteme aufgeteilte Rangierbetrieb künftig auf den Bahnhofsteil Bailey West konzentriert werden soll.

### Zusatzanlagen

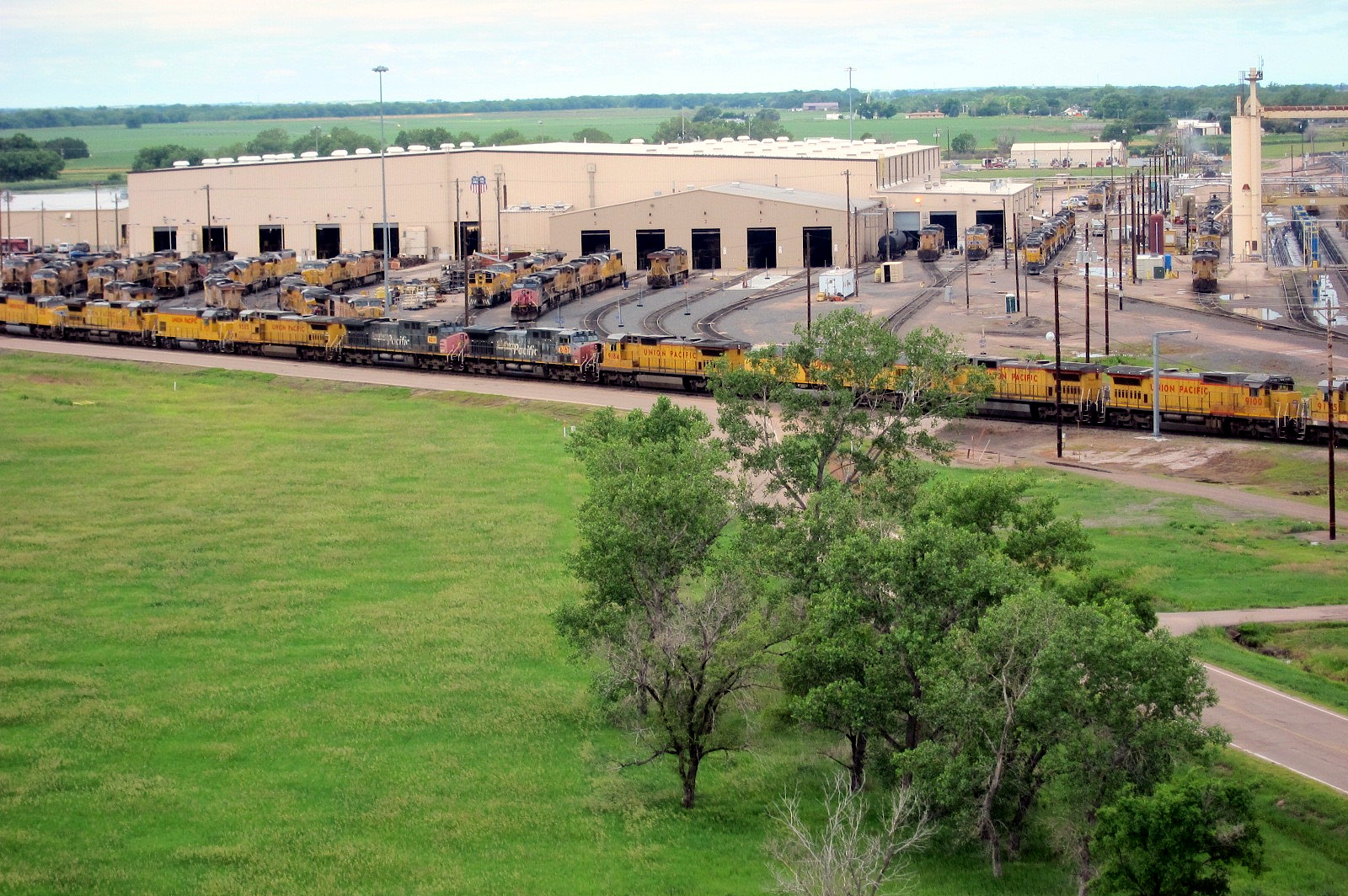
Bahnbetriebswerk des Rangierbahnhofs, 2015

Neben der Richtungsharfe des West-Ost-Systems besteht ein Bahnbetriebswerk mit einer Kapazität zur Betankung und Wartung von über 8.500 Lokomotiven sowie Kleinreparaturen von rund 750 Loks pro Monat. In der zwischen den durchgehenden Streckengleisen und dem Ost-West-System gelegenen Wagenwerkstatt können täglich Kleinreparaturen an nahezu 50 Güterwagen durchgeführt werden.

## Besucherzentrum und Tourismus
Aufgrund seiner Größe und Beliebtheit bei Eisenbahnfans wurde ein Museum mit einem Aussichtsturm namens Golden Spike Tower errichtet.